# 宮崎一雄
宮崎 一雄（みやざき かずお）は、日本の実業家。第3代日本長期信用銀行頭取や同行会長を務めた。勲一等瑞宝章受章。

## 人物・経歴
旧制東京府立第四中学校（現東京都立戸山高等学校）を経て、1926年旧制東京商科大学（現一橋大学）卒業、日本勧業銀行入行。1952年に日本長期信用銀行が発足すると、同行に移籍し、のちに頭取や会長を歴任した。1974年勲一等瑞宝章受章。